# Kingsley Davis
Kingsley Davis (contea di Jones, 20 agosto 1908 – Stanford, 27 febbraio 1997) è stato un sociologo statunitense riconosciuto a livello internazionale.
Fu riconosciuto dall'American Philosophical Society come uno dei più eminenti scienziati sociali del ventesimo secolo.